# رودخانه سرسوتی
رودخانه سرسوتی رودخانه ای اساطیری است که در سنسکریت به نام رود ساراسواتی و در زبان اوستایی بنام هروخوتی آمده است و معنی دارنده آب هارا میدهد.این نام به اساطیر هندوایرانی باز میگردد که بر این باور بودند که رودخانه ایست که از کوهی بسیار بلند در مرکز زمین سرچشمه میگیرد و در نهایت به دریای کیهانی یا همان فراخکرت میریزد.منطقه ی هرخوتی منطقه ای پرآب در افغانستان امروزی است که برخی بر این باورند که شاید خاستگاه این اسطوره باشد.این منطقه را همان رود ارغنداب می دانند.این نام با نام ایزد سرسوتی در هند و همتای ایرانی اش آناهیتا مرتبط است و هردوی آن ایزدان ایزد باروری و آب ها نیز بشمار میروند.

## منبع
فرهنگ و زبانهای باستانی ایران.محبوبه خدایی.نشر پازینه.تهران1387.چاپ اول.ص247